# Clásico Alberto Vial Infante
El Clásico Alberto Vial Infante es una carrera de la hípica chilena de Grupo I, disputada anualmente en el Club Hípico de Santiago. Esta carrera es la más importante para los machos de dos años ya que pone fin a dicho proceso coronando al mejor de dicha condición del año en curso. Se disputa en la última semana del mes de junio, casi en conjunto con el clásico Arturo Lyon Peña, previo a finalizar el proceso 2 años el 30 de junio.
Esta carrera homenajea a Alberto Vial Infante prestigioso abogado director del Club Hípico de Santiago entre los años 1909 a 1917 y Presidente del Directorio de desde 1924 a 1927. Además es el puntapié inicial de la cuádruple corona del Club Hípico.
La versión 2020 de este clásico estaba pactada para el domingo 28 de junio, sin embargo, y debido a la Pandemia de enfermedad por Coronavirus, esta carrera fue postergada y finalmente se disputó el domingo 27 de diciembre.

## Historia
Esta prueba se disputó por primera vez en 1937, en la condición de machos de 3 años, siendo ganada por el ejemplar Hacha y Tiza, desde su inicio ha mantenido su distancia, y desde 1990 se modificó la condición a machos de 2 años. Este cambio no fue impedimento para que grandes ejemplares corrieran y ganaran esta prueba estelar entre los que se encuentran: Figurón, El Barril, Lonquimay, Wolf, Comodato, Sidón, Crisantemo, Pórfido, Omayad, Zambitamba y el Cuádruple Coronado Robert Bruce.

## Ganadores del Clásico Alberto Vial Infante
Los siguientes son los ganadores de la prueba desde 1990.
| Año  | Caballo           | Jinete            | Preparador           | Stud                 | Haras                  | Tiempo   |
| ---- | ----------------- | ----------------- | -------------------- | -------------------- | ---------------------- | -------- |
| 1990 | Wolf              | Luis Muñoz        | José T. Allende F.   | Santa Amelia         | Santa Amelia           | 1.37.3/5 |
| 1991 | Lackington        | Óscar Escobar     | Pedro Bagú H.        | Los Milagros         | Santa Amelia           | 1.36.0   |
| 1992 | Gran Pibe         | Sergio Vásquez    | Jorge Inda M.        | Figurón              | Figurón                | 1.45.3/5 |
| 1993 | Hechizado         | Marcos Aranda     | Aquiles Martínez S.  | El Prudente          | María Pinto            | 1.36.2/5 |
| 1994 | Cree en Fantasmas | Luis Muñoz        | Óscar Bagú P.        | Josemaría            | Santa Olga             | 1.40.4/5 |
| 1995 | Comodato          | Johann Albornoz   | Alberto López P.     | Fabiola Oro De B.    | Mocito Guapo           | 1.41.0   |
| 1996 | Gran Cacique      | Anyelo Rivera     | José T. Allende F.   | Dadinco              | Dadinco                | 1.35.3/5 |
| 1997 | Sidón             | Pedro Santos      | Juan Cavieres A.     | Shalom               | Santa Olga             | 1.41.0   |
| 1998 | Mail Coach        | Anyelo Rivera     | Juan Cavieres A.     | Cerro Amarillo       | De Pirque              | 1.34.0   |
| 1999 | Alce              | Jorge Galaz       | Emilio Quiroga I.    | Guzo                 | Porta Pía              | 1.34.0   |
| 2000 | Kachamandí        | Gustavo Barrera   | Luis Urbina H.       | Luis Wilson Núñez    | Don Raúl               | 1.41.2/5 |
| 2001 | Crisantemo        | Hernán E. Ulloa   | Emilio Quiroga I.    | Negrura              | Matancilla             | 1.33.4/5 |
| 2002 | National Park     | Pedro Santos      | Alfredo Bagú R.      | Milan                | Trafalgar              | 1.40.1/5 |
| 2003 | Masarín           | Gonzalo Ulloa     | Juan C. Silva S.     | Jarita               | Don Alberto            | 1.38.0   |
| 2004 | Sam Forli         | Gonzalo Ulloa     | Patricio Baeza A.    | Quo Vadis            | Villa Rosa             | 1.37.4/5 |
| 2005 | Pórfido           | Luis Torres       | Jorge Inda M.        | Haras Sumaya         | Sumaya                 | 1.40.25  |
| 2006 | Rio Místico       | Héctor I. Berríos | Jorge Inda M.        | Haras Santa Sara     | Santa Sara             | 1.34.61  |
| 2007 | Matto Mondo       | Gonzalo Ulloa     | José T. Allende F.   | Yatse                | El Sheik               | 1.38.67  |
| 2008 | Bamburi           | Héctor I. Berríos | Patricio Baeza A.    | Zarabique            | Paso Nevado            | 1.34.67  |
| 2009 | Tim Bero          | Óscar Ulloa       | Antonio Abarca G.    | Doña Pancha          | Mocito Guapo           | 1.35.74  |
| 2010 | Storm Alex        | Víctor Ramírez    | Alfonso Zamorano B.  | Haras Lizzie         | El Sheik               | 1.38.09  |
| 2011 | Omayad            | Óscar Ulloa       | Jorge Inda M.        | Haras Sumaya         | Sumaya                 | 1.34.25  |
| 2012 | Demuéstrame       | Héctor I. Berríos | Patricio Baeza A.    | Haras Don Alberto    | Don Alberto            | 1.36.20  |
| 2013 | Zambitamba        | Óscar Ulloa       | Jorge Inda M.        | Haras Sumaya         | Sumaya                 | 1.33.54  |
| 2014 | Fantasmagorico    | Jorge A. González | Guillermo Aguirre A. | Viejo Perro          | Paso Nevado            | 1.34.11  |
| 2015 | Zamindar          | Manuel Martínez   | Sergio Inda M.       | Haras Don Alberto    | Paso Nevado            | 1.32.97  |
| 2016 | Conquer           | Jeremy Laprida    | Patricio Baeza A.    | Quinchao             | Paso Nevado            | 1.33.20  |
| 2017 | Robert Bruce      | Jorge A. González | Patricio Baeza A.    | Haras Convento Viejo | Convento Viejo         | 1.36.53  |
| 2018 | El Pícaro         | Héctor I. Berríos | Patricio Baeza A.    | Panguipulli          | Paso Nevado            | 1.33.68  |
| 2019 | Muy Gracioso      | Guillermo Pontigo | Patricio Baeza A.    | Burlesco             | Paso Nevado            | 1.34.11  |
| 2020 | Preparante        | Óscar Ulloa       | Óscar Silva S.       | Jujuy                | Matriarca              | 1.35.38  |
| 2021 | Royal Luck        | Felipe Henríquez  | Patricio Baeza A.    | Matriarca            | Matriarca              | 1.37.09  |
| 2022 | Fortino           | Jorge A. Gonzalez | Patricio Baeza A.    | Haras Don Alberto    | Don Alberto            | 1.37.20  |
| 2023 | Kay Army          | Óscar Ulloa       | Patricio Baeza A.    | Identic              | Agrícola Taomina Ltda. | 1.37.23  |
| 2024 | Gran Dalí         | Jorge A. Gonzalez | Patricio Baeza A.    | Stud Drope           | Don Alberto            | 1.43.84  |
| 2025 | Created           | Óscar Ulloa       | Patricio Baeza A.    | Marenga              | Don Alberto            | 1.36.35  |

- Hasta el año 2005 las centésimas del tiempo de la carrera se tomaban en quintos (5) es decir cada 20 centésimas de segundos eran equivalentes a 1/5.

## Última edición
El Viernes 27 de junio de 2025 se disputó una nueva versión del clásico Alberto Vial Infante y obtuvo la victoria en pista pesada el ejemplar y favorito de la carrera "Created" (hijo de Mendelssohn), derrotando a Rambam, en tercera posición se colocó Pimpazo, en cuarta posición se ubicó Mister Watson y la tabla la cerró West Palm Beach. Created fue conducido por Óscar Ulloa, quien consigue su cuarto triunfo en esta prueba, fue preparado por Patricio Baeza quien consigue su undécima victoria en esta prueba y siendo además su cuarto triunfo consecutivo, pertenece al Stud Marenga y fue criado en el Haras Don Alberto.